# 文化偏误
文化偏误又稱文化偏见，是指人們用自己文化中固有的标准来解释和評判自己所遇到的一切。人們认为自己文化中的一些現象完全符合逻辑或自然规律。文化偏误有时是社会和人文科学所探討的核心问题，如经济学、心理学、人类学和社会学。上述领域的一些學者試圖想盡辦法来消除文化偏见。